# 16bitセンセーション
『16bitセンセーション』（じゅうろくビットセンセーション）は、みつみ美里・甘露樹・若木民喜による日本の同人漫画。2016年の「コミックマーケット91」にて、初めて同人誌として頒布された。

## 概要
1990年代から美少女ゲーム（アダルトゲーム）の開発に携わってきたみつみと甘露が、16ビットパソコン全盛期であった当時の開発現場の状況を記録するため、2人の原案の元、若木を作画に起用して同人誌として開始した。物語は美少女ゲーム制作会社に入ることになった普通の女の子がその現場を目撃するという構成になっており、当時の美少女（PC）ゲーム技術のハード・ソフト両面での変遷、美少女ゲーム業界に大きな影響を与えたゲームや事件などのことが実話を交えつつ描かれている。
2020年よりKADOKAWAから商業誌版単行本『16bitセンセーション 私とみんなが作った美少女ゲーム』が刊行中。この商業単行本では、作中で触れているゲームなどの実名を出すため許諾を取っているが、権利先不明などのために許諾が取れず同人誌版からカットされたり差し替えられたりしたネタが存在している。また商業誌版では対談や、作中当時の事情を解説したコラムなどが追加された。
2023年10月より、物語の設定を変更し、2023年から1992年にタイムスリップしたイラストレーターの女性が原作漫画に登場するゲーム制作会社にやってくる物語を描くテレビアニメ『16bitセンセーション ANOTHER LAYER』（じゅうろくビットセンセーション アナザーレイヤー）が放送された。

## あらすじ
1992年。大学生になった上原メイ子は「パソコンショップR」でアルバイトを始める。実はパソコンショップRは美少女ゲームの開発・販売も行っており、店の2階が「アルコールソフト」の開発室となっていた。メイ子は絵が上手いのを見込まれて、店長（てんちょー）の六田勝により2階に連れていかれ、逃げたスタッフの代わりとしてアルコールソフトのサブグラフィッカーとして勤めはじめる。パソコンの知識すらほとんどなく、美少女ゲームの知識が全くないメイ子だったが、他の先輩スタッフに教わりながらそのままグラフィッカーとして奮闘する。メイングラフィック担当の下田かおりに気に入られたメイ子は、次の作品以降も手伝わされ、かおりに推薦されて原画も担当、原画家デビューを果たす。
やがてかおりは『ときめきメモリアル』『DESIRE』などに触発され「Hなだけではなく、恋愛をちゃんと描いたゲーム」を作ることを主張するが、てんちょーやシナリオライターのキョンシー（五味川清）は反対し、意見はまとまらない。だが今後の美少女ゲームに大きな可能性を感じていたかおりは、てんちょーにも内密のまま、キョンシーも巻き込み最後の土産として大作を作りおえたあと、アルコールソフトを辞める決心をする。結局かおりはてんちょーによる泣き落としで引き留められたが、これにキョンシーが反発。結果として社内にかおりのアルコールソフトと、キョンシーのスピリッツソフトというふたつのブランドができることとなった。
かおりはアルコールソフトでプロデューサーに専念することになり、キキララという双子の高校生女子が新しいシナリオライターとしてスカウトされてきた。そしてメイ子の原画による、新生アルコールソフトのゲーム第1弾が発売される。結果としてそのソフトは大ヒットし、アルコールソフトは新たな人材も募集して規模を拡大する。
その時には1996年になり、美少女ゲームもPC-98（DOS）からWindowsに移行する時代だった。アルコールソフトもWindowsに移行しようとするが、プログラマーのマモー（六田守）はWindowsを嫌って辞めると言い出すものの、キキララの説得によって残る。またてんちょーは、ソフトのコンシューマー移植などを狙ってダイヤモンドスタジオの有名プロデューサーである市ヶ谷の話に投資するが、ダイヤモンドスタジオは倒産して市ヶ谷は夜逃げ。1億円も出資していたアルコールソフトは倒産こそ免れたものの大損害を受け、コンシューマー移植の話もなくなった。
一方でメイ子は次の作品の企画に立候補、コミケを舞台に同人誌を題材にしたゲームを出したいと言う。かおりはメイ子のやる気に賭けるが、メイ子の企画が一般受けするのかという不安も抱えていた。しかしキョンシーのアドバイスで打開策を見つける。また、数多く出るようになった美少女ゲーム専門雑誌の特集記事は、ライバル企業の「シューティングスター」のゲームが独占していたが、てんちょーが取り返しにかかる。やがてメイ子企画のアルコールソフト新作「こみっくパラダイス」が発売される。

## 登場人物
年齢はマンガ版での物語開始（1992年）時点。

### アルコールソフト関係者
上原 メイ子（うえはら めいこ）
声 - 堀江由衣
原作漫画の主人公。19歳。大学1年生で教育学部所属。以前のアルバイトの学童保育で絵をよく描いていたためイラストの心得がある。そこを見込まれてアルコールソフトでCGを担当するようになり、やがて原画も任せられる。
美少女ゲームのことは全く知らなかったが、薦められて自分も美少女ゲームをプレイし、単にエッチなだけではなく「女の子のかわいさ、キャラクターとしての魅力」や「ゲームやシナリオの面白さ」もあることを知っていく。かおりと共に同人活動も行うようになる。
下田 かおり（しもだ かおり）
声 - 川澄綾子
21歳。アルコールソフトにて企画、原画、メイングラフィックをそれぞれ務める（新生アルコールソフトではプロデューサーに専念）。同人作家としても活動。ネコ耳帽子をトレードマークとしており、風呂でもかぶったまま。
美少女ゲームに詳しいことから、それを作る時は常に情熱を持つ。
メイ子のことを気に入って「メイちゃん」と呼ぶようになる。メイ子からは「かおさん」と呼ばれる。
六田 勝（ろくた しょう）  / てんちょー
声 - 伊藤健太郎
32歳。守の父。通称てんちょー。アルコールソフトの社長と、1階にある（親の店を継いだ）PCショップの店長をそれぞれ務めている。元バンドマンでもあり、アルコールソフトでは企画、音楽を担当。いつも疲れ気味な雰囲気。
かおりが辞めると言い出したときには、かおり抜きではやっていけないと泣き落としで引き留める。そして今時の美少女ゲームはわからないと企画もかおりに任せ、自分は音楽制作に専念する。
かおり企画のゲームが大ヒットした後はポルシェを買って乗り回している。一方でアルコールソフトのゲームのコンシューマー移植にむけて動いていたが、提携先企業の倒産と夜逃げで大損害を出してしまう。そのショックで入院していたが、かおりに引きずり出されて仕事に復帰した。
六田 守（ろくた まもる） / マモー
声 - 阿部敦
10歳。勝の息子で通称マモー。3歳のときからPC-9801に触れており、ひらがなより先にアセンブラを覚えたという。美少女ゲーム自体には興味はなく、ただ「家族の仕事」としてアルコールソフトにてプログラマーを務めており、自身が作成したプログラムは完璧だと自負する。ゲーム本体だけではなくツールソフトも作成し、中学生の時点で、自作ハードをアルコールソフトの人間に売ろうとするほどの技術力を持つ。非常に達観しており冷めた雰囲気。「使えるものはずっと使い続ける」を信条としており、中学生になってもランドセルを愛用。PC-98をこよなく愛し、Windowsへの移行にも抵抗し続けた。結局アルコールソフトがWindowsに移行した後も、趣味でひたすらPC-98をいじり続ける。
原作では最初小学生で、時間経過とともに中学生、高校生と進学・成長しているが、アニメ版では物語開始時から15歳で中高生くらいの姿に変更されている。また原作ではプログラムとハードの話の時でしかほぼ登場していないが、アニメではコノハとの会話シーンが多く、準主人公的なキャラクターになっている。また、自身もタイムリープを体験し、タイムリープについて考えるようになる。
五味川 清（ごみかわ きよし） / キョンシー
声 - 福島潤
24歳。通称キョンシー。アルコールソフトにてシナリオライターを務めている。プロレス好きで、普段からプロレスラーのようなマスクを被っており、ヘビースモーカー。ゲーム性にこだわることに消極的で（逆にHシーン、特に乳首の描写にこだわりがある）、次第にかおりと対立。辞めようとしたかおりがてんちょーに引き留められ企画を任せられると、かおりの下で働くことに反発してアルコールソフトから脱退、「スピリッツソフト」のブランドを作る（社長はてんちょーのまま）。
かおりとはアルコールソフト以前も別のゲーム会社で一緒に働いていた。プライドが高く、かおりとは何かと意見が対立し挑発しあうことなどもしているが、心の底からいがみ合っているわけではない。
アニメ版では、かおりとの対立やブランドの分裂の話はない。
小山 千里〈キキ子〉、小山 万里〈ララ子〉/ キキララ
声 - 赤尾ひかる
アルコールソフトに来た時点で高校生の、双子のシナリオライター。キキララはハンドルネームで、本名は小山。東京BBSでSS（二次創作小説）を書いていたところを「アイドルライター」という名目でかおりにスカウトされる。ひとりがキャラになりきり、もうひとりがインタビューするという方法で話を作る「憑依型ライター」。コスプレイヤーとしても活動している。
橋本 （はしもと）
声 - 浅野真澄
働いていた銀行が潰れた後、アルコールソフトの広報として働くことになった女性。たいていスーツ姿で真面目であり、しっかりした性格。「銀行はクソみたいな仕事ばかり」だった一方「アルコールソフトは前向きでやり甲斐があります」と語っている。
結城
声 - 杉山里穂
グラフィックチーム。アニメ版で名が出る。
神山
声 - 市ノ瀬加那
グラフィックチーム。アニメ版で名が出る。
南里
声 - 河瀬茉希
グラフィックチーム。アニメ版で名が出る。
ハルヒコ
声 - 高橋伸也
音楽。アニメ版で名が出る。

### その他の人物
山田 冬夜（やまだ とうや）
原作版
美少女ゲーム会社「シューティングスター」社長。ツインテールで巨乳の女性。メイ子の人気に嫉妬し、ライバル視している。元は根暗な性格で外見も地味（眼鏡のストレートロング）だったが、美少女ゲーム雑誌編集部を自らまわって色仕掛けのような営業を仕掛けるなど、執念とも言える活動を行う。
アニメ版
声 - 山根綺
1996年時点で19歳。ロングヘアの眼鏡っ娘だったが1999年にはメガネを外してツインテールに変えている。引っ込み思案だがニフティサーブのフォーラムがきっかけで美少女ゲームに興味を持った少女。1996年の秋葉原にて気後れしメッセサンオーに入れずにいたところコノハに出会い、美少女ゲーム購入に付き合ってもらう。その後コノハを「お姉様」と呼んで慕うようになり、やがて美少女ゲームの原画家としてデビュー。自らコスプレして宣伝活動も行うようになるという、原作に登場する冬夜の過去が描かれている。
改変された2023年では、シューティングスターズ社の代表を務め、世界有数のゲーム会社「プラネットゲームズ」との経営統合を発表した。眼鏡はかけておらず、髪もショートカットになっている。何度となくコノハに連絡を取ろうとしたが、当然のように電話が繋がらない。その後グレンに利用され、コノハは拉致されてしまう。コノハのような実力がなく、会社の経営が大きく傾き社員が路頭に迷うのを防ぐため経営統合を発表した。しかしグレンからはハナからコノハと関係があることだけを理由に経営統合を進めただけで、シューティングスターズ社への魅力は何一つなかったことが後に明らかになる。
市ヶ谷 金人 / イチガヤ
アニメ版では市ヶ谷東洋（声 - 森久保祥太郎）。ダイヤモンドスタジオ社長。アルコールソフトのゲームのコンシューマー移植、さらにはアニメ化企画まで持ち出す。TVや雑誌などメディア露出も多い有名プロデューサーで、口ではいつも勢いある調子のいいことを言っていて、ゲームだけではなく色々な事業に手を出している。一方で浪費家として知られており、さらに他人の功績を自分の手柄のように語るため昔の仲間から見放され、会社が倒産して夜逃げした（アニメ版では詐欺容疑で逮捕される）。

### アニメ版オリジナルキャラクター
秋里 コノハ（あきさと コノハ）
声 - 古賀葵
テレビアニメ版『ANOTHER LAYER』の主人公であるイラストレーター（担当はあやみ）。左利き。イラスト系SNSで活動しており美少女&美少女ゲームが大好きで、自分が描いた美少女をヒロインにした大作美少女ゲームを作ることを夢にしつつ美少女ゲーム会社「ブルーベル」に入る。自身のファン愛に基づいた製作法を考えているものの、イラストレーターと言えどサブ扱いであり、やることは男キャラクターの背中を延々と描き続けるだけ。上司に企画を提案すれば、「ウチにそんな物を制作する余裕はない」と門前払いを受けるなど理想とは大きくかけ離れた現実に辟易しており、仕舞いには「会社に行きたくない」と考えるほどブルーベルを辞めたがっている。
2023年時点で19歳。自室には美少女ゲームやアニメのグッズをたくさん置いている。
1992年からすれば未来を知っているだけに最先端の人気や流行も知っていることから自信を持っていたが肝心のツールが知らないものばかりで悪戦苦闘する。その後、2023年に戻りながらも今度は1996年に飛んだり、1999年に飛んだりする。しかし、過去が変わったことで現在も変わっている現状に驚く。
エコー1、エコー2、エコー3
エコー1（声 - 田丸篤志）、エコー2（声 - 今泉りおな）、エコー3（声 - 儀武ゆう子）
1985年（原作よりも過去）のゲーム会社であるエコーソフト従業員の男、女、犬。全員が「エコー」を名乗っており、「エコー1」、「エコー2」などは守が便宜上名付けたもの。「想像力がわからない」「ゲームのエネルギーを計る」など謎の言動を行う。
社長
声 - ますおかたろう
コノハの勤務先であるゲーム会社「ブルーベル」の社長。廉価版のエロゲーでしか勝負しない頭の固い持ち主。コノハが若年層に向けたゲームの新企画を提案したことがあったが、「中小の零細企業にそんな物を制作する余裕はない」と一喝。この社長の古い考えが、コノハにとってブルーベルを辞めたがっている理由の一つである。
ゲームショップの老婆
声 - 儀武ゆう子
アニメ本編のクレジットではおばあちゃんとなっていた。秋葉原でゲーム店を営む老婆。かつての人気美少女PCゲームが大特価で発売されているのを見たコノハから、「これらはもっと価値のあるものだ」と教わり、コノハのゲームへの熱い思いをうかがい知る。その後、店舗は閉店してしまうが餞別にとコノハが熱弁したいくつかのゲームを残していく。後にコノハは、その残されたゲームがタイムリープに大きな意味があることに気付く。
グレン・フォークナー
声 - 加瀬康之
プラネットゲームズジャパン社CEO。表向きはシューティングスターズ社と経営統合することで、ノウハウを共有しより品質の高いものを提供することが目的である。しかし本来の目的は「ラスト・ワルツ」を考え出した天才クリエイター秋里コノハを取り入れ、名実ともに世界一のエンターテインメントになることだった。そのためには手段を選ばず、まず冬夜のスマートフォンをハッキングする。そして加工された冬夜のボイスでコノハを誘い出すと、無理矢理眠らせた上で車に連れ込み拉致した。建設中の秋葉原スタジアムの地下にあるゲーム制作室でコノハに有無を言わせず働かせようとするが、拒まれた上に守のハッキングにより取り逃がしてしまう。また冬夜が自分に従おうとしなかったことに怒りを露わにし、「お前なんかどこへでも行ってしまえ」と容赦なくこれまでの関係性を切り捨てた。

## 用語
アルコールソフト
パソコンショップRの2階を開発室とする美少女ゲームソフト会社。メイ子が来たとき（1992年）のスタッフは社長で企画・音楽担当のてんちょー以下、シナリオライターのキョンシー、原画・グラフィックのかおり、プログラマーのマモーだけ。かおりが企画したゲーム「ぼくらのSAY HELLO!」の大ヒットに伴い新たなスタッフを雇い、パソコンショップRの隣のビルに移転した（1996年）。また公式ファンクラブも設立している。マンガ版第7話の時点でスタッフは20人以上。
スピリッツソフト
アルコールソフトの企画をかおりが担当することになったとき、彼女の下で働くことを嫌がったキョンシーが新しく作った美少女ゲームブランド。社長はてんちょーのまま。キョンシーの企画・シナリオと、マモーの担当するプログラム以外は外注で、ニッチなソフトを細々と作り続ける。アルコールソフトが移転した後もパソコンショップRの2階に残る。
アニメ版では前述の通りかおりとキョンシーの対立が起こらないため、登場しない。

## 書誌情報
- 若木民喜（漫画）・みつみ美里（原案）・甘露樹（原案）『16bitセンセーション 私とみんなが作った美少女ゲーム』（KADOKAWA）
  1. 2020年9月14日発売[20]、ISBN 978-4-04-109755-7
  2. 2021年11月6日発売[21]、ISBN 978-4-04-111605-0

## テレビアニメ
2022年12月に開催された「コミックマーケット101」にて『16bitセンセーション ANOTHER LAYER』のタイトルでアニメ化することが発表された。2023年10月から12月までTOKYO MXほかにて放送された。

### 解説
アニメ化にあたり、新キャラクターの秋里コノハが主人公として設定され、「コノハが現代（2023年）から1992年（原作で描いている時代）にタイムトラベルし、1992年当時の人々と関わる」というストーリーにアレンジされている。この案を考えたのは原作者の若木民喜自身であり、コノハを通して「2023年の視聴者」が見た「1992年当時の最新技術など」についてのギャップが描かれることになった。また、『雫』『痕』『To Heart』で当時の美少女ゲームを牽引したシナリオライターである髙橋龍也がアニメ化にあたって招請され、当時の知識を活用している。実際の担当については、メインストーリーは若木が考え、髙橋がそれを各話ごとの脚本家に伝えて監修する、さらに監督の佐久間、そして若木が改めてチェックするという形になっている。
原作時点で多数の美少女ゲームについて直接言及されていたが、アニメでもエルフの『同級生』をはじめ、Leaf（アクアプラス）の『こみっくパーティー』や『痕』、Keyの『Kanon』、Purple Softwareの『ハピメア REGRET END』などといった美少女ゲームの名前や実際のパッケージ映像などがそのまま使用されている。だが『天使たちの午後』は権利者不明のため、『午後の天使たち』という名前にアレンジされた。
また作中には複数の過去の時代の秋葉原やPC-9801など古いパソコンが登場しており、それらを再現するための考証が入っている。

### あらすじ（テレビアニメ）
2023年、美少女&美少女ゲームが好きなイラストレーター・秋里コノハは超人気絵師への道を目指し、自分の描いた大作美少女ゲームを世に送り出すという夢を持っていた。だが既に美少女ゲームはソーシャルゲームなどによって市場は奪われて黄金期は過ぎ去り、コノハの会社も小規模なアダルトゲームを作って息を繋いでおり、コノハ自身はそんな会社のサブのイラストレーターとしてモブキャラの後ろ姿をただ塗っているという日々を送っていた。そんな中、コノハはゲームショップの店主から過去に発売された名作美少女ゲームを譲ってもらうことになった。その1つである『同級生』のパッケージを開けた途端、突然コノハは光に包まれ、次の瞬間には美少女ゲーム黎明期である1992年の秋葉原にタイムスリップしていた。まもなく、コノハは当時に存在した会社であるアルコールソフトで美少女ゲーム作りを行うことになる。さらにコノハは現代に戻ったり、また別の時代の秋葉原に移動したりを繰り返しながら、当時の光景やゲーム作りを体験する。

### スタッフ
- 原作 - 若木民喜[3]、みつみ美里（アクアプラス）[3]、甘露樹（アクアプラス）[3]
- 監督 - 佐久間貴史[3]
- 設定考証 - RetroPC Foundation[3]
- アナザーレイヤー・メインストーリー - 若木民喜[3]、髙橋龍也[3]
- キャラクターデザイン - 佐々木政勝[3]
- プロップデザイン - 苗木陽子
- 色彩設計 - のぼりはるこ[3]
- 美術監督 - 有本妃査恵[3]
- 美術デザイン - 山本浩憲[3]、石原由光[3]
- 撮影監督 - 難波史[3]
- 編集 - 牧信公[3]
- 音響監督 - 本山哲[3]
- 音響効果 - 古谷友二[3]
- 録音調整 - 八巻大樹[3]
- 音楽 - やしきん[3]
- 音楽制作 - アニプレックス
- 音楽プロデューサー - 山内真治
- チーフプロデューサー - 三宅将典
- プロデューサー - 中山信宏、大和田智之、長嶺利江子、新倉俊哉
- アニメーションプロデュース - barnum studio
- アニメーションプロデューサー - 出口秀男
- アニメーション制作 -  st.シルバー[3]
- 製作 - 16bitセンセーションAL PROJECT（ANIPLEX、BS11、TOKYO MX、コンテンツシード）

### 主題歌
「65535」
中川翔子によるオープニングテーマ。作詞・作曲・編曲はSohbana。
「リンク〜past and future〜」
秋里コノハ（古賀葵）によるエンディングテーマ。作詞はKOTOKO、作曲は折戸伸治、編曲は中沢伴行。

### 各話リスト
| 話数 | サブタイトル                 | 脚本       | 絵コンテ                | 演出            | 作画監督                                                                                       | 初放送日       |
| --- | ---------------------------- | ---------- | ----------------------- | --------------- | ---------------------------------------------------------------------------------------------- | -------------- |
| Layer 01 | タイムリープしちゃったぁ〜!? | 雑破業     | 佐久間貴史              | 水野健太郎      | 佐々木政勝                                                                                     | 2023年 10月5日 |
| 2023年、秋里コノハは自分が描いた美少女をヒロインにした大作美少女ゲームを作ることを夢にしつつ美少女ゲーム会社「ブルーベル」で働いていたが、美少女ゲームの黄金期は終わり、ブルーベルも小規模な美少女ゲームを細々と作っている状態だった。ある日、コノハは偶然見つけた中古ゲーム店で往年の名作美少女ゲームの数々が投げ売りされているのを発見し、店主の老婆にそれらの素晴らしさを力説する。だが、コノハが改めて行ってみると中古ゲーム店のあった建物はもぬけの殻となっており、ただコノハにあてた美少女ゲームの入った紙袋だけが置かれていた。コノハは紙袋の中にあったDOS版『同級生』のパッケージを開き、気が付くと1992年の秋葉原にいた。 |                              |            |                         |                 |                                                                                                |                |
| Layer 02 | いっしょに美少女ゲーム作ろ！ | 髙橋龍也   | 渡辺哲哉                | 日下直義        | 小堤悠香                                                                                       | 10月12日       |
| コノハはブルーベルがあった場所に行くと、そこには代わりに「アルコールソフト」という小さな美少女ゲーム会社が存在していた。コノハはそこの人々に自分の事情を話し、行くあてがないので自分を働かせてほしいという。アルコールソフトの面々は話半分に聞いていたが、同社の下田かおりは面白そうだし人手も足りないから仮で働かせてみようといい、プログラマーの六田守に教わりながらコノハは仕事を始める。コノハは2023年の知識を活用できると目論んでいたものの、マウスを使ったアナログ16色環境でのCG作業は初めてで悪戦苦闘する。それでもアルコールソフトに泊まり込みで作業を続け、どうにかゲーム1本を完成させると、皆で完成を祝った。ところが、気が付くとコノハは2023年に戻っていた。 |                              |            |                         |                 |                                                                                                |                |
| Layer 03 | もう一度みんなに会いたくて！ | 髙橋龍也   | ワタナベシンイチ        | 前園文夫        | 清水拓磨 橘ルイ GrandGuerrilla 天界 原田ゆうか 高石まみ 齋藤直貴 郭婷 王梦灵                   | 10月19日       |
| 2023年に戻ったコノハだが、アルコールソフトの痕跡や自分たちが作ったゲームの現物を見つけられず、何事もなく約1週間が過ぎ去った。だが老婆が残したゲームのうちのひとつ『痕』のパッケージを開けると今度は1996年に移動し、アルコールソフトの面々に再会、また一緒にゲームを作らせてほしいと頼む。4年ぶりに突然現れたコノハにかおりたちは当惑するが、とりあえず守を連れ戻してほしいと依頼。守はアルコールソフトのゲームがPC-98からWindowsに移行するのを嫌がり、飛び出していた。コノハは守がPC-98にかける情熱を聞いて好感を抱くが、守はもしコノハが本当に未来から来たのなら、自分にかかわって過去を変えるなという。 |                              |            |                         |                 |                                                                                                |                |
| Layer 04 | いいんだよ！                 | 髙橋龍也   | ワタナベシンイチ        | 前島密          | 櫻井祐哉                                                                                       | 10月26日       |
| 守は、未来から来たというコノハの言動や所持品のタブレットPCなどを見て、自分でも気づいていたPC-98の終焉を改めて悟る。だがコノハは、そんな未来が嫌なら自分で変えてしまえばいいと言い出す。結局守は、Win版だけではなく98版も作るという条件でプログラマーとして復帰。コノハもそのままアルコールソフトの仕事からコミケ参加まで手伝って、またゲームが一本完成した。しかし完成を祝っていると、今度は守が見ている目の前でコノハの姿が再び消える。 |                              |            |                         |                 |                                                                                                |                |
| Layer 05 | 2度あったことは3度ある！     | 雑破業     | 増田敏彦                | 伊藤然一郎      | 酒井KEI 辻浩樹 橘ルイ Zearth Sato 清水拓磨 周刚                                                | 11月2日        |
| 2023年の自室に戻ったコノハは、自分が持っていた美少女ゲームの一部が消えていることに気がつく。自分が歴史を変えたせいではと恐れるが、アルコールソフトの人々にまた会いたいと願い、今度は『Kanon』のパッケージを開けて1999年に行く。コノハは歴史に干渉しないようにと、規模を拡大したアルコールソフトで掃除など雑用の仕事だけをする。そのアルコールソフトでは、有名プロデューサーの市ヶ谷により家庭用ゲーム機へのソフト移植の話が持ち込まれ動き始めるが、守は市ヶ谷に不信を抱き調べる。 |                              |            |                         |                 |                                                                                                |                |
| Layer 06 | コノハを信じて！             | 雑破業     | 大槻敦史                | 水野健太郎      | 佐々木政勝 愛媛須田子                                                                          | 11月9日        |
| 守に指示されて張り込みをしたコノハは、アルコールソフト社長の「てんちょー」が市ヶ谷に大量の出資をしていたことを突き止める。その件でてんちょーがアルコールソフトで追及されていたとき、市ヶ谷が詐欺容疑で逮捕されたというニュースが入り、アルコールソフトは10億円もの損害を出したことが判った。かおりたちは会社を移ることを考え始めるが、アルコールソフトの皆とゲームが作りたいというコノハは歴史を変えることを恐れず、自分の知識と能力でゲームを作ってアルコールソフトを救うため、守に協力を求めて説得する。 |                              |            |                         |                 |                                                                                                |                |
| Layer 07 | 雨降って地固まる             | 東出祐一郎 | 阿佐ヶ谷水族園 菅井嘉浩 | 前園文夫        | 萩原省智 Zearth Sato 辻浩樹 清水拓磨 橘ルイ 王梦灵 权伍骥 天界 株式会社RA CRAFT STUDIO MASSKET | 11月16日       |
| コノハは2023年のハードとソフトを使って描いた自分のイラストをアルコールソフトの面々に見せ、「10億円売れるゲーム」を作ろうと皆を説得する。守は8機のPC98を連結させて疑似マルチコアの並列処理を可能にするシステムを開発する。その自作のPC9821用新システムに最適化した専用のグラフィックソフトも同時に制作し、1999年のパソコンでも低解像度であればコノハの使う技術を再現可能になった。そのためかおりはコノハがまた突然消えるのではないかと危惧しつつも、作りたいゲームへの熱意を語る彼女を信じ、コノハの原画によるゲーム制作が開始された。コノハは他にも後世の美少女ゲームで使われている手法を次々に提案し、皆と開発を続ける日々を送る。そんな日々のある夜、会社にてコノハが机に突っ伏して寝ているときに、彼女のリュックが燃えるように光るのを守が目撃。リュックの中には『午後の天使たち』というゲームのパッケージが燃え残っていた。守がこれを開くと、彼の姿が消える。                                                    |                              |            |                         |                 |                                                                                                |                |
| Layer 08 | エコー                       | 森瀬繚     | 笹嶋啓一                | 笹嶋啓一        | 磯野智 奥田泰弘 河西睦月 苗木陽子                                                              | 11月23日       |
| 守は1985年の秋葉原に移動した。そこには「エコーソフト」という小さなゲーム会社があり、社長に誘われて守は働くことになる。エコーソフトには、共に「エコー」を名乗る奇妙な男女がいた。社長で男のエコー（エコー1）はすさまじい速度でゲームを作るが、自分には想像力がないと語る。守はエコーソフトで働きながら、想像力とは何かをエコー1と議論する。やがてエコー1が考える「想像力」についての話を聞くうち、気がつくと守は、コノハが机で寝こける1999年のアルコールソフトに戻っていた。 |                              |            |                         |                 |                                                                                                |                |
| Layer 09 | またね！                     | 大槻涼樹   | 笹嶋啓一                | 前島密          | 櫻井祐哉                                                                                       | 11月30日       |
| コノハ原画・原案によるゲーム開発は順調に進み、マスターアップを迎える。開発の手ごたえも発売前の評判も上々で、アルコールソフトの皆は打ち上げを行っていた。一方守はそれには参加せず、エコーソフトが確かに存在していて、自分が本当に過去に行ったことを確かめていた。そんな守をコノハが探しに来て、タイムトラベルの話をし、ゲーム作りに大きな力を貸してくれた感謝を伝える。するとコノハは2023年に突然戻ったが、そこには電気街でもオタクの街でもない全く違う秋葉原の光景があった。彼女がラジオ会館の解体工事の光景に驚いていると、壮年の姿になった守が現れる。 |                              |            |                         |                 |                                                                                                |                |
| Layer 10 | 精一杯やってみる！           | 大槻涼樹   | 増田敏彦                | 鈴木拓磨        | 菊田裕司 清水拓磨 橘ルイ 权伍骥                                                                | 12月7日        |
| 守の話によると、コノハたちが1999年に作ったゲーム『ラスト・ワルツ』の影響はすさまじく世界にまで波及し、アルコールソフトを含めほとんどの美少女ゲームメーカーはアメリカで活動するようになった。秋葉原は高級住宅街・オフィス街になって、コノハが知っている1999年以降の美少女ゲームの世界も完全に様変わりしていた。コノハは、自分が行ったことが原因で歴史を大きく変え、自分の知っている秋葉原の光景も消えてしまったと怯えるが、べつにコノハは悪いことをしたわけではなく、みんな海外で成功しており、これは自分たちが選んだ未来だと守は落ち着かせる。一方で、中古ゲーム店店主の老婆が残した最後のソフト『こみっくパーティー』のパッケージを開けばまた1999年に戻れるだろう、そこで『ラスト・ワルツ』に匹敵するような美少女ゲームをカウンターとして発売すれば、コノハが知っている秋葉原の光景に戻るかもしれない、そのために協力すると守は言う。                                                                               |                              |            |                         |                 |                                                                                                |                |
| Layer 11 | オリジナル・キュー           | 大槻涼樹   | 竹内光 吉川浩司         | 水野健太郎      | 磯野智 翁有威 吳曉偉 葉雲 劉波 徐鵬                                                            | 12月14日       |
| 守が作った画像・文章・音楽生成AIなどを使えるようになったとはいうものの、今回は実質的にひとりで「歴史を変えるゲーム」を作らなければならないコノハは苦悩し、気分転換に外に出る。すると過去の秋葉原で出会ってコノハを慕うようになった少女（現在は壮年）である山田冬夜から連絡を受ける。守は街中で、冬夜に会うために待っているコノハを見かけるが、一瞬目を離したすきにコノハは拉致されてしまう。実はこれは冬夜のビジネスパートナーであるグレン・フォークナーの罠だった。彼は伝説のゲーム『ラスト・ワルツ』の制作者でありながら忽然と姿を消したコノハを探していたのである。連れ去られたコノハは謎の施設で目を覚ます。守はコノハの消息を追う。 |                              |            |                         |                 |                                                                                                |                |
| Layer 12 | ゆ、ゆゆゆゆゆ…！            | 東出祐一郎 | 阿佐ヶ谷水族館 菅井嘉浩 | 日下直義        | 櫻井祐哉 磯野智 奥田泰弘 河西睦月 苗木陽子 石井久雄 飯塚英里 Zearth Sato                       | 12月21日       |
| コノハが閉じ込められたのは、建設が止まっていた秋葉原スタジアムだった。そこではゲーム作りをするAIの支援をするため、クリエイターだった人間をAIに直接接続して利用するということが行われていた。グレンは“天才クリエイター”コノハをAIに接続することにより自社のゲームをより高めることを狙っており、コノハに接近するため冬夜と業務提携したのだった。一方、守はコノハの行方を突き止め、建設中止になった常磐新線秋葉原駅の廃墟を通ってスタジアムに忍び込みコノハを連れ出す。コノハに再会した冬夜も葛藤の末コノハを解放しようとするがグレンは意に介さない。コノハと守は地上に出たものの追っ手に取り囲まれてしまったところ、空に光る物体が現れる。 |                              |            |                         |                 |                                                                                                |                |
| Layer 13 | わたしの大切なもの           | 髙橋龍也   | 佐久間貴史              | 田中智也 前島密 | 磯野智 櫻井祐哉 奥田泰弘 苗木陽子                                                              | 12月28日       |
| コノハと守は別の場所に転送され、そこにエコーが現れる。エコーはコノハに「これからあなたが完成させるゲーム」や「人間の想像力」について語り、ゲームの完成を待っていると言って姿を消す。気がつくとコノハと守は秋葉原スタジアムに戻っていた。そこにメイ子やかおるといった、アルコールソフトの面々が迎えに来た。メイ子達は守に言われて、コノハのゲーム作りを手助けに来たという。やがて完成したゲーム『わたしの大切なもの』と、2023年の守が過去の自分に宛てた手紙を持って、コノハは1999年に戻ることにする。その前に守は、歴史が変わるとコノハと守は互いのことを忘れる可能性があると言ったため、二人は互いを忘れないという約束を交わした。それから2023年になると、そこは元来コノハがいたのとは微妙に違う、歴史が変わった後と混ざったような秋葉原になっていた。守のことを覚えていたコノハは、アメリカに移転したというアルコールソフトの旧ビルに行くと、そこには壮年の守が待っていた。彼は「ゲームを作るぞ」とコノハに告げる。 |                              |            |                         |                 |                                                                                                |                |

### 放送局
| 放送期間                 | 放送時間                     | 放送局         | 対象地域   | 備考                                 |
| ------------------------ | ---------------------------- | -------------- | ---------- | ------------------------------------ |
| 2023年10月5日 - 12月28日 | 木曜 0:30 - 1:00（水曜深夜） | TOKYO MX       | 東京都     | 製作参加                             |
|                          |                              | とちぎテレビ   | 栃木県     |                                      |
|                          |                              | 群馬テレビ     | 群馬県     |                                      |
|                          |                              | BS11           | 日本全域   | 製作参加 / BS放送 / 『ANIME+』枠     |
|                          | 木曜 1:37 - 2:07（水曜深夜） | 中京テレビ     | 中京広域圏 |                                      |
|                          | 木曜 2:14 - 2:44（水曜深夜） | 朝日放送テレビ | 近畿広域圏 | 『水曜アニメ〈水もん〉』第1部        |
| 2023年10月6日 - 12月29日 | 金曜 21:30 - 22:00           | AT-X           | 日本全域   | CS放送 / 字幕放送 / リピート放送あり |

| 配信開始日    | 配信時間                   | 配信サイト                                                                                               |
| ------------- | -------------------------- | --- |
| 2023年10月5日 | 木曜 1:00（水曜深夜） 更新 | DMM TV dアニメストア （本店・ニコニコ支店・for Prime Video）                                             |
| 2023年10月8日 | 日曜 12:00 更新            | ABEMA DMM TV FOD Hulu Lemino Netflix Prime Video U-NEXT アニメ放題 ニコニコチャンネル バンダイチャンネル |
|               | 日曜 22:30 - 23:00         | ニコニコ生放送                                                                                           |
| 2023年10月9日 | 月曜 0:00（日曜深夜） 更新 | auスマートパスプレミアム J:COMオンデマンド milplus TELASA                                                |

### BD / DVD
| 巻 | 発売日         | 収録話          | 規格品番   | 規格品番   |
| 巻 | 発売日         | 収録話          | BD         | DVD        |
| -- | -------------- | --------------- | ---------- | ---------- |
| 1  | 2023年12月27日 | 第1話 - 第3話   | ANZX-16401 | ANZB-16401 |
| 2  | 2024年1月31日  | 第4話 - 第5話   | ANZX-16403 | ANZB-16403 |
| 3  | 2024年2月28日  | 第6話 - 第7話   | ANZX-16405 | ANZB-16405 |
| 4  | 2024年3月27日  | 第8話 - 第9話   | ANZX-16407 | ANZB-16407 |
| 5  | 2024年4月24日  | 第10話 - 第11話 | ANZX-16409 | ANZB-16409 |
| 6  | 2024年5月29日  | 第12話 - 第13話 | ANZX-16411 | ANZB-16411 |

### Webラジオ
2023年10月5日から12月28日まで音泉およびアニプレックスのYouTubeチャンネルにて『16bitセンセーション ANOTHER PLAYER』が毎週木曜日に配信された。パーソナリティは秋里コノハ役の古賀葵と、山田冬夜役の山根綺。
　ゲスト
　第1回(10月5日) 阿部敦・堀江由衣・川澄綾子(公開収録)
　第7・8回(11月16日・23日) 福島潤・伊藤健太郎